# Tanboocel
Tanboocel je obchodní značka viskózového vlákna z bambusové celulózy, které vyrábí od roku 2002 čínská firma Hebei Jigao Chemical Fibre.

## Vlastnosti a použití
Vlákno se vyrábí v jemnostech 1,1 – 5,5 dtex v délkách 38- 102 mm, pevnost za sucha 2,0-2,2 cN/dtex (za mokra cca poloviční). Vlákno vyniká odolností proti bakteriím, vstřebání zápachu a účinkům UV záření. Dá se spřádat buďto bez příměsí nebo ve směsi se všemi známými přírodními i umělými vlákny.
Z tanboocelových přízí se vyrábějí tkaniny a pleteniny na spodní prádlo, košile, bytový textil.
Výrobní firma udává (v roce 2021) roční produkci 12 000 tun, vlákna jsou certifikována jakostní třídou Standard 100 by Oeko-Tex.